# عمر ضاهر جديد
عُمر ضاهر جديد (وُلد 1 يناير 1966) هو عدَّاء مسافات طَويلة جيبوتي.
تنافسَ جديد في الألعاب الأولمبية، أولًا في الألعاب الأولمبية الصيفية 1992 في برشلونة، حيثُ حاز على المركز الخامس والعشرين فِي مسافة 10,000 متر، وبذلكَ لم يتأهل للنهائي. وبعد ثماني سنواتٍ في الألعاب الأولمبية الصيفية 2000 في سيدني، دخل الماراثون وفشلَ في إنهاء السباق.

## روابط خارجية
- عمر ضاهر جديد على موقع الاتحاد الدولي لألعاب القوى (الإنجليزية)
- عمر ضاهر جديد على موقع اللجنة الأولمبية الدولية (الإنجليزية)
- عمر ضاهر جديد على موقع أوليمبيديا (الإنجليزية)